# Народно читалище „Христо Ботев – 1930“ (Стряма)
Народно читалище „Христо Ботев – 1930“ се намира в село Стряма, Област Пловдив.

## История
През декември 1928 г. в село Стряма се поставя началото на инициатива за създаване на читалище. Заделени са 400 дка земя, от чиято приходи %5 се използват за просветна и читалищна дейност. Официалното откриване на читалището става на 17 юни 1930 г. от ентусиастите Иван Генчев, Петър Ванев, Стоил Тимонов, и др. Присъстват всички учители, чиновници, фелдшери и по-будните селяни. Читалището носи името на български национален герой Христо Ботев. Ръководството на читалището успява да събере 150 тома книги. В края на 1930-те години, Райко Райков закупува първото радио за читалището.
В началото на 1950-те се формира първият танцов състав с ръководители Иван Лесов и Рангел Кордов. Днешната сграда на читалището е построена през 1961 г. с киносалон със сцена и 320 места.
От 2010 г. във фоайето на читалището е устроена изложба с творби на художника Неделчо Нанев. През същата година е отбелязана 80-ата годишнина на читалището.

## Дейности
- Женска певческа група за изворен фолклор
- Камерна, театрално-сатирична група
- Клуб по изобрази-телно изкуство - съвместно с училището
- Клуб Млад приятел на книгата

## Председатели
- Георги Петков
- Райко Райков
- Вълко Парапунов
- Рангел Дойков - секретар-библиотекар
- Иван Чучулски
- Виолета Еневска
- Даниела Тонева